# Haren-Rütenbrock-Kanal
Koordinaten: 52° 47′ 17″ N, 7° 14′ 36″ O
Der Haren-Rütenbrock-Kanal (HRK) verläuft über 13,5 km von Haren (Ems) über Rütenbrock im niedersächsischen Emsland nach Ter Apel. Er ist (neben dem Emskanal, der bei Delfzijl in den Dollart mündet) die einzige schiffbare Verbindung zwischen Deutschland und den Niederlanden nördlich des Rheins.

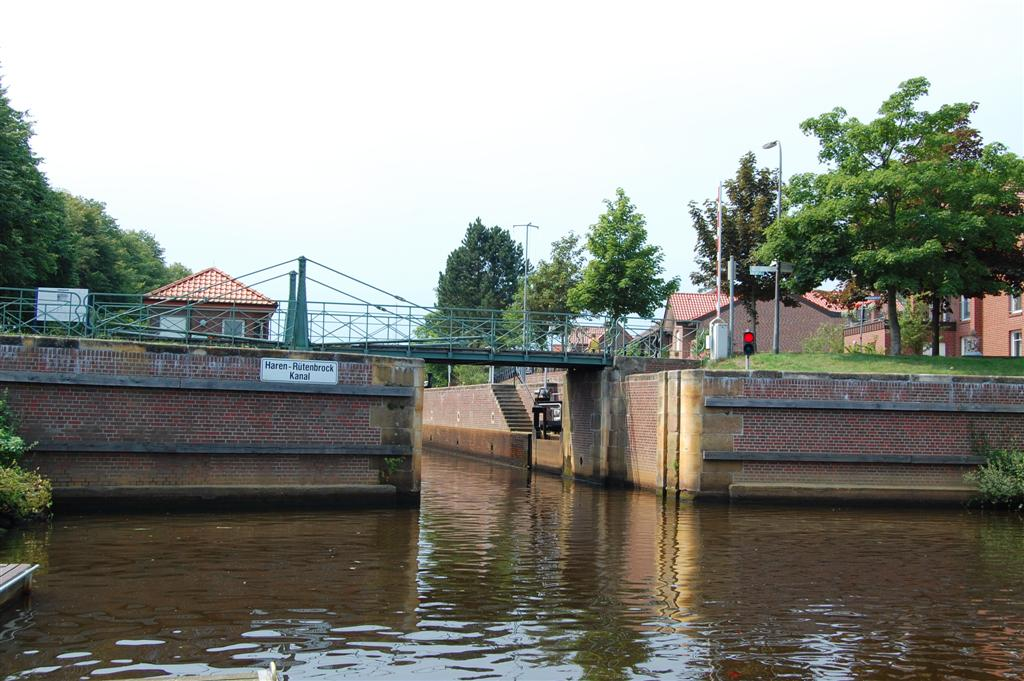
Die Kanaleinfahrt

## Lage
Er verbindet den niederländischen Ter Apel-Kanaal, der unmittelbar hinter der deutsch-niederländischen Grenze in Nord-Süd-Richtung verläuft, mit der Ems bei Haren. Bei Rütenbrock zweigt der Süd-Nord-Kanal ab. Parallel zu seinem Südufer verläuft die Bundesstraße 408.

## Geschichte und Beschreibung
Der Kanal entstand von 1870 bis 1878 als Teil des linksemsischen Kanalnetzes mit einer Wassertiefe von 1,80 m und einer Sohlbreite von 8,50 m. Neben dem Gütertransport für Schiffe mit 200 Tonnen Tragfähigkeit diente er der Entwässerung der Moore. Heute ist der Kanal als einzige zurzeit schiffbare Kanalverbindung von Deutschland zu den Niederlanden zwischen dem Dollart und dem Rhein für die Sportschifffahrt nutzbar. Längs des Kanals erstrecken sich über 100-jährige Alleen aus Stieleichen, die bereits während der Bauzeit gepflanzt wurden. Der gesamte Kanal mit den meisten Bauwerken und Alleen steht unter Denkmalschutz.
Auf der Kanalstrecke sind vier Schleusen sowie zehn bewegliche Brücken (vier Dreh- und sechs Klappbrücken) zu passieren, diese werden von einer Leitstelle auf der Schleuse I in Haren (Ems) ferngesteuert.
Seit dem 21. Juli 2016 gilt die neue Verordnung des NLWKN (Niedersächsischer Landesbetrieb für Wasserwirtschaft, Küsten- und Naturschutz) über die Schifffahrt auf dem Haren-Rütenbrock-Kanal, die den Verkehr auf diesem Wasserweg zwischen der Schleuse I in Haren und der niederländischen Grenze bei Rütenbrock regelt. Die wichtigste Neuerung für Bootsfahrer: Auch ohne Führerschein können gecharterte Wasserfahrzeuge, die nicht länger als 15 Meter sind und einschließlich des Fahrzeugführers nicht mehr als zwölf Personen transportieren über den Kanal gesteuert werden.

## Kilometrierung
0 Beginn bei Emskilometer 179,7 in Haren, Schleuse I (Emsschleuse)
6,750 Schleuse II (Schleuse 68)
11 Schleuse III Rütenbrock, links Süd-Nord-Kanal
13,400 Schleuse IV (Grenzschleuse), niederländische Grenze 

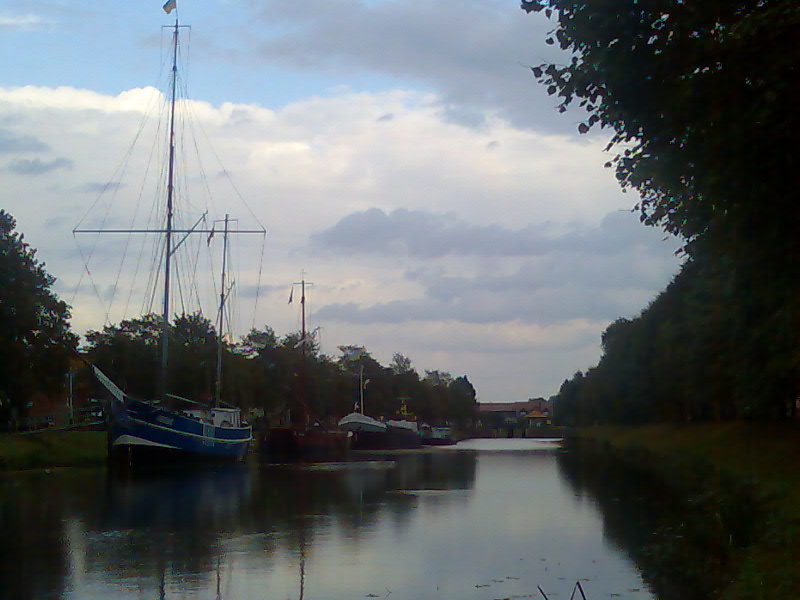
Haren-Rütenbrock-Kanal in Haren mit Schleuse 1
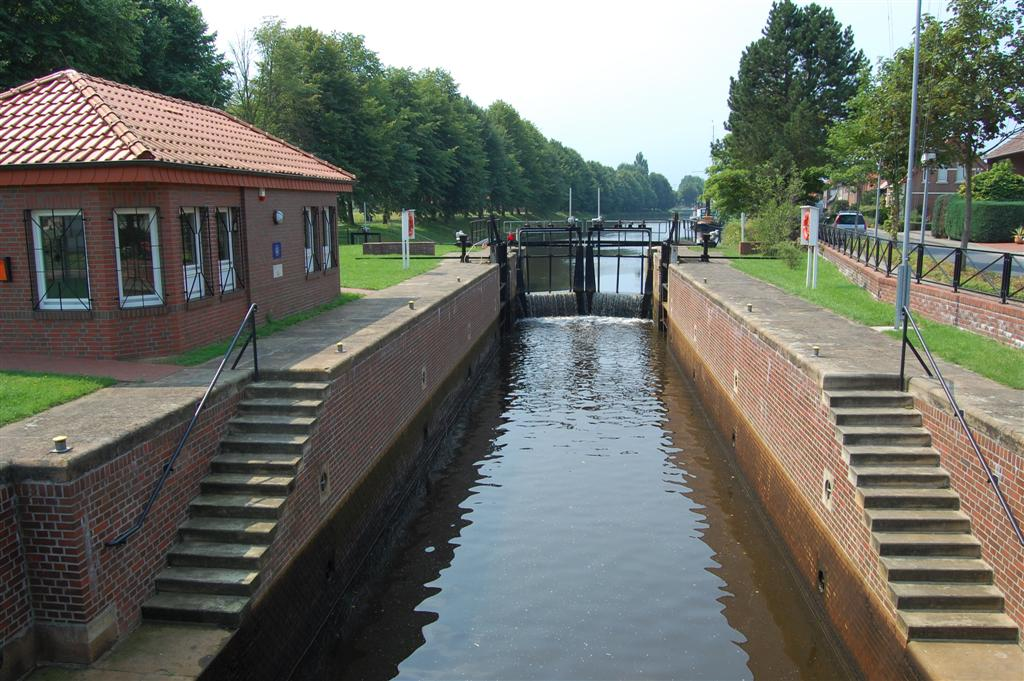
Schleuse in Haren mit Leitstelle
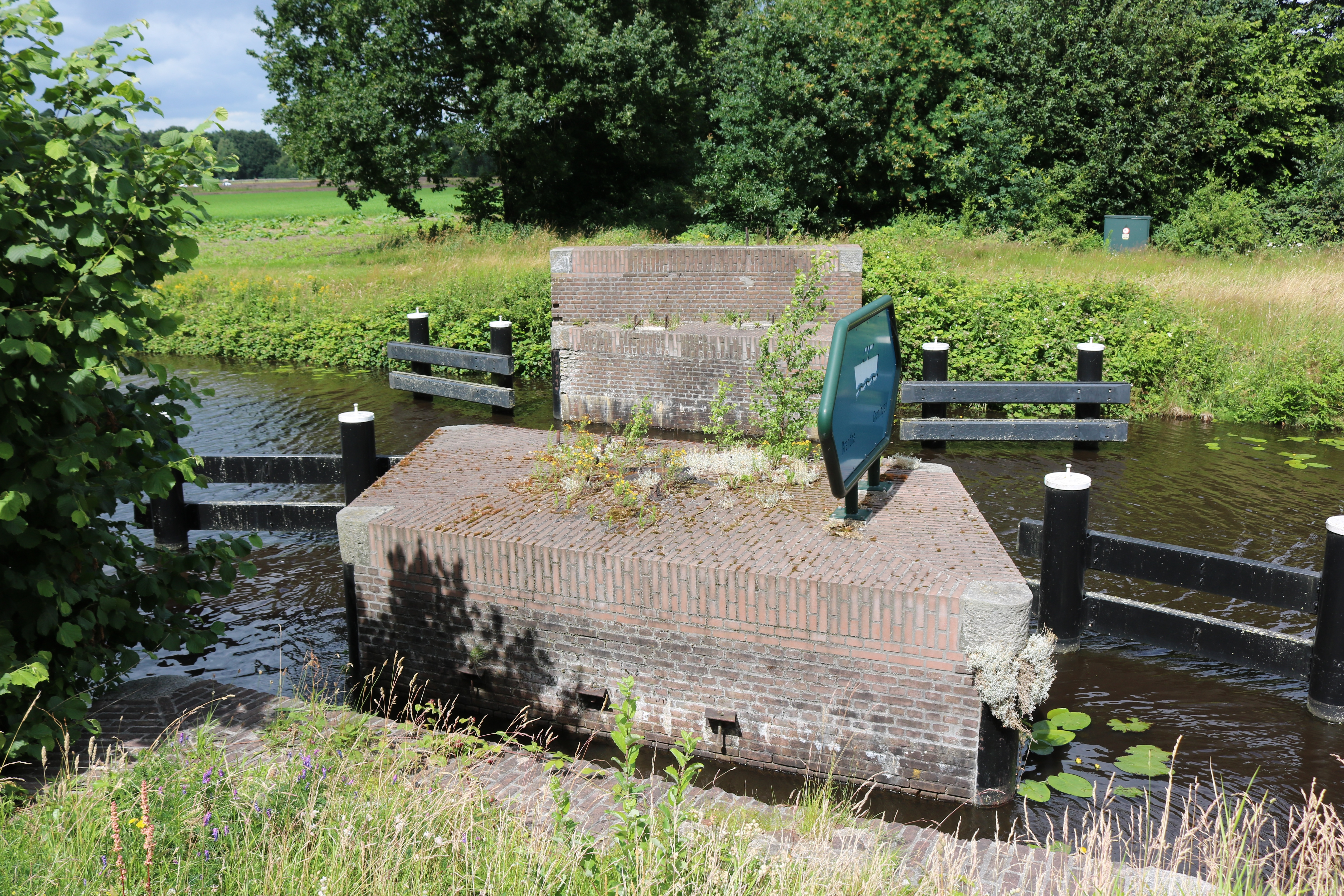
Ehemalige Eisenbahnbrücke der Bahnstrecke Stadskanaal–Ter Apel Rijksgrens
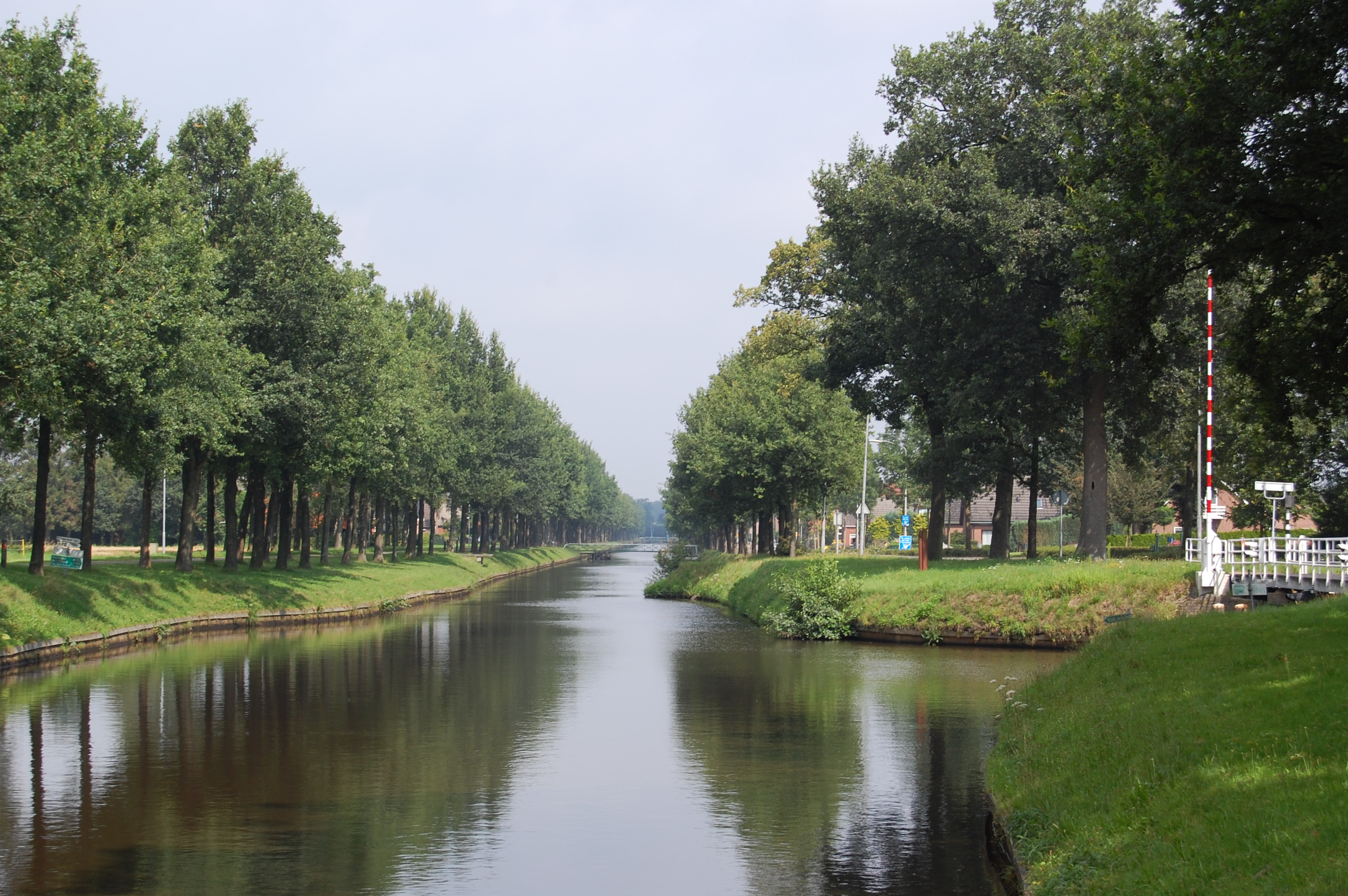
Kanalende in den Niederlanden

Siehe auch: Übersicht über die Kanäle in Deutschland